# Hoffmannia orizabensis
Hoffmannia orizabensis är en måreväxtart som beskrevs av Paul Carpenter Standley. Hoffmannia orizabensis ingår i släktet Hoffmannia och familjen måreväxter. Inga underarter finns listade i Catalogue of Life.